# Laura dorsalis
Laura dorsalis is een kreeftachtigensoort uit de familie van de Lauridae. De wetenschappelijke naam van de soort is voor het eerst geldig gepubliceerd in 1985 door Grygier.